# Kokopellia
Kokopellia — вимерлий рід сумчастих, що жили в Північній Америці.